# Trichoglottis orchidea
Trichoglottis orchidea är en orkidéart som först beskrevs av J.König, och fick sitt nu gällande namn av Leslie Andrew Garay. Trichoglottis orchidea ingår i släktet Trichoglottis och familjen orkidéer.
Artens utbredningsområde är Nicobarerna. Inga underarter finns listade i Catalogue of Life.